# سيدي عقبة (ولاية بسكرة)
مدينة سيدي عقبة تعدّ من أكبر دوائر ولاية بسكرة والأقرب إلى مركز الولاية حيث تبعد عنها بحوالي 18 كلم إلى الجنوب الشرقي.

## الموقع
تقع مدينة سيدي عقبة بين نطاقين جغرافيين وهما الأطلس الصحراوي في النطقة المسماة السهوب الصحراوية فهذاما أعطاها موقع إستراتيجي هام، كما أنها منطقة عبور للطريق الوطني رقم 83 الذي يربط مقر الولاية بسكرة بكل من تبسة و خنشلة مرورا ببلديات عين ناقة وزريبة الواد. وتبعد عن مقر الولاية بسكرة بـ 18 كلم وعن الجزائر العاصمة بـ 440 كلم شرقا.
وتتربع على مساحة إجمالية قدرها 255.56 كلم2 ويزيد سكانها 41000 نسمة.
يحد مدينة سيدي عقبة من الشمال شتمة و بسكرة ومن الجنوب بلدية الحوش، ومن الشرق بلدية عين ناقة ومن الغرب بلدية أوماش.

## التسمية
ترجع التسمية الحقيقية لمدينة سيدي عقبة نسبة إلى الفاتح عقبة بن نافع الفهري القرشي الذي وصل إلى المنطقة أثناء فتوحاته الإسلامية في القرن السابع الميلادي حيث بُني على ضريحه مسجدا وحوله الأحياء العتيقة للمدينة.
من أهم ما يميز هذه المدينة العدد الكبير لأضرحة الفاتحين المسلمين وأشهرهم عقبة بن نافع الفهري القريشي الذي يوجد ضريحه في المسجد الكبير للمدينة والذي يحمل اسمه كذلك ويرجع نسب المدينة إلى هذا الفاتح العظيم. أنشئ بها مؤخرا معلم ديني وصرح علمي ممثل في مركب إسلامي للتكوين العلمي الإسلامي ..لسنوات ظلت مدينة الفاتح عقبة بن نافع الفهري قطب يتخرج منه سنويا مئات الأساتذة والدعاة والمؤطرين الدينين.
يبلغ عدد سكانها 33509 نسمة (2008)، تشتهر سيدي عقبة بواحات النخيل التي تحيط بالمدينة. حيث تشهد هذه المدينة في موسمها الفلاحي الذي يبدأ من موعد نضج ثمارها مطلع سبتمبر حركة ونشاطا منقطع النظير إذ يمثل موسمها الفلاحي المصدر الأول لدخل سكانها . إلى جانب التمور وما تمتاز به من جودة عالمية تنتج المدينة محاصيل أخرى لا تقل شأنا عن محصول التمور إذ انتعشت زراعة البيوت المحمية خاصة في برنامج ما أطلقت عليه الحكومة مشروع الدعم الفلاحي من أهم المحاصيل الخضروات والحبوب من بلدياتها (عين الناقة / شتمة / الحوش...).

## المؤسسات الحكومية والمرافق العامة
تضم مدينة سيدي عقبة العديدة من المرافق والمؤسسات العامة التي جعلت منها مدينة حضرية بأتم معنى الكلمة
فنجد المؤسسات التعليمة بمختلف أطوارها ودور الحضانة . كما تضم المدينة مجمعا صحيا في قلب المدينة والعديد من الملاحق الصحية موزعة على أجزاء من المدينة كما يتم حاليا العمل على إنشاء مجمع جراحي يعدّ مقصداً للعديد من المناطق المجاورة .
كما تضم المدينة دار للبلدية وجميع الملحقات التابعة لها ومركزا بريديا إضافة إلى مؤسسات أمنية .